# Цо
Ց, ց (арм. ցոо файле, в кл. орф. ցօ, цо) — тридцать третья буква армянского алфавита. Создал Месроп Маштоц в 405—406 годах.

## Использование
И в восточноармянском, и в западноармянском языках обозначает звук [t͡sʰ]. Числовое значение в армянской системе счисления — 6000.
В системах романизации армянского письма передаётся как cʼ (ISO 9985), tsʻ (ALA-LC), tsʼ (BGN/PCGN). В восточноармянском шрифте Брайля букве соответствует символ ⠵ (U+2835), а в западноармянском — ⠮ (U+282E).

## Кодировка
И заглавная, и строчная формы буквы цо включены в стандарт Юникод начиная с версии 1.0.0 в блоке «Армянское письмо» (англ. Armenian) под шестнадцатеричными кодами U+0551 и U+0581 соответственно.

## Галерея

Округлый еркатагир
Прямолинейный еркатагир
Болоргир
Нотргир
Шхагир